# Hoback River
Der Hoback River (früher auch Fall River) ist ein etwa 83 km langer, linker Nebenfluss des Snake River im Westen des US-Bundesstaates Wyoming. Benannt wurde der Fluss nach John Hoback, einem Entdecker, der im Rahmen der Astor-Expedition vom Snake River über den Hoback River zum Green River reiste. Der Fluss ist als National Wild and Scenic River ausgewiesen.

## Verlauf
Der Hoback River entspringt nordwestlich des Lookout Mountain in der nördlichen Wyoming Range im nordwestlichen Sublette County auf einer Höhe von etwa 2930 m. Von dort fließt er zunächst in nordwestliche Richtung ins Lincoln County, bevor er sich südlich des Hoback Peak nach Osten wendet und wieder das Sublette County erreicht. Im Verlauf durch den Bridger-Teton National Forest erhält er einige kleinere Zuflüsse und fließt weiter flussabwärts mäandrierend durch das Noble Basin. Ab Einmündung des Fisherman Creek bildet der Hoback River im Verlauf durch das Hoback Basin die Grenze zwischen der Wyoming Range im Südwesten sowie der Gros Ventre Range im Nordosten. Zudem trifft hier der U.S. Highway 189/191 auf den Fluss und folgt diesem bis zur Mündung. Der Hoback River passiert die Gemeinde Bondurant und erhält mit Dell Creek, Cliff Creek und Shoal Creek größere Zuflüsse, bevor er in den Hoback Canyon eintritt. Hier erhält er mit dem Granite Creek von rechts seinen längsten Zufluss und erreicht das südliche Teton County. Einige Kilometer weiter flussabwärts mündet der Hoback River nach rund 83 km in der Gemeinde Hoback auf einer Höhe von 1797 m in den hier nach Südwesten fließenden Snake River. Unmittelbar an der Mündung trifft der U.S. Highway 189/191 auf den in Nord-Süd-Richtung verlaufenden U.S. Highway 26.

## Hydrologie
Der Hoback River ist als Nebenfluss des Snake River Teil des Einzugsgebietes des Columbia Rivers, der in den Pazifischen Ozean entwässert. Das Einzugsgebiet des Hoback River umfasst ein Areal von etwa 1480 km² und grenzt an die Einzugsgebiete von Horse Creek und Flat Creek im Nordwesten, Gros Ventre River im Norden, Green River im Osten, Beaver Creek und Horse Creek im Süden, Greys River im Südwesten sowie Little Greys River im Westen. Der mittlere Abfluss (MQ) am Pegel oberhalb der Mündung beträgt 19,73 m³/s, die größten Abflüsse finden sich in den Monaten Mai und Juni. Damit ist der Hoback River nach dem Salt River der zweitwasserreichste Zufluss des Snake River an dessen Oberlauf in Wyoming.

## Belege
1. 1 2 3  
Hoback River. In: Geographic Names Information System. United States Geological Survey, United States Department of the Interior (englisch).
2. ↑  Robert M. Utley: After Lewis and Clark: Mountain Men and their Paths to the Pacific. Hrsg.: University of Nebraska Press. 2004, ISBN 0-8032-9564-2.
3. ↑  USGS 13019500 HOBACK RIVER NEAR JACKSON, WY. Abgerufen am 20. Juni 2025.